# 格雷戈里·安克蒂尔
格雷戈里·安克蒂尔（法語：Grégory Anquetil，1970年12月14日—），法国男子手球运动员。他曾代表法国参加1996年、2000年和2004年夏季奥林匹克运动会手球比赛，最好名次为1996年奥运会的第四名。